# Прва влада Милана Сршкића
Прва влада Милана Сршкића је била влада Краљевине Југославије од 2. јула 1932. до 5. новембра 1932. године.

## Чланови владе
| Функција                                       | Слика | Име и презиме          | Детаљи |
| ---------------------------------------------- | ----- | ---------------------- | ------ |
| Председник Министарског савета                 |       | Милан Сршкић           |        |
| Министар иностраних послова                    |       | Богољуб Јевтић         |        |
| Министар војске и морнарице                    |       | Драгомир Ж. Стојановић |        |
| Министар унутрашњих послова                    |       | Живојин Лазић          |        |
| Министар правде                                |       | Илија Шуменковић       |        |
| Министар просвете                              |       | Драгутин С. Којић      |        |
| Министар финансија                             |       | Милорад Ђорђевић       |        |
| Министар грађевина                             |       | Стјепан Сркуљ          |        |
| Министар трговине и индустрије                 |       | Иван Мохорић           |        |
| Министар пољопривреде                          |       | Јурај Деметровић       |        |
| Министар шума и рудника                        |       | Виктор Погачник        |        |
| Министар саобраћаја                            |       | Лазар Радивојевић      |        |
| Министар социјалне политике и народног здравља |       | Иван Пуцељ             |        |
| Министар за физичко васпитање народа           |       | Драган Краљевић        |        |
| Министар без портфеља                          |       | Алберт Крамер          |        |
| Министар без портфеља                          |       | Хамдија Карамехмедовић |        |
| Министар без портфеља                          |       | Божидар Ж. Максимовић  |        |